# Riopa
Riopa — рід сцинкоподібних ящірок родини сцинкових (Scincidae). Представники цього роду мешкають в Південній і Південно-Східній Азії.

## Види
Рід Riopa нараховує 8 видів:
- Riopa albopunctata (Gray, 1846)
- Riopa anguina (Theobald, 1868)
- Riopa guentheri (W. Peters, 1879)
- Riopa lineata Gray, 1839
- Riopa lineolata (Stoliczka, 1870)
- Riopa popae (Shreve, 1940)
- Riopa punctata (Gmelin, 1799)
- Riopa vosmaerii (Gray, 1839)

Вид Riopa goaensis (Sharma, 1976) у січні 2024 року перенесли до новоствореного роду Dravidoseps.